# ديفيد بوسويل
ديفيد بوسويل هو سياسي أمريكي، ولد في 20 نوفمبر 1949 في هندرسون في الولايات المتحدة. نشط حزبياً في الحزب الديمقراطي. وقد انتخب عضو مجلس نواب كنتاكي ‏ وانتخب عضو مجلس ولاية كنتاكي ‏.